# Spanbroekmolen British Cemetery
Spanbroekmolen British Cemetery is een Britse militaire begraafplaats met gesneuvelden uit de Eerste Wereldoorlog, gelegen in het Belgische dorp Wijtschate. De begraafplaats ligt 1,4 km ten zuidwesten van het dorpscentrum en is bereikbaar via een pad van 160 m door het veld. Ze werd ontworpen door John Truelove en wordt onderhouden door de Commonwealth War Graves Commission. Het terrein heeft een rechthoekige vorm met een oppervlakte van 304 m² en is omgeven met een lage bakstenen muur. Het Cross of Sacrifice staat tegen de noordelijke muur. Er worden 58 doden herdacht, waarvan 6 niet geïdentificeerd konden worden. De site staat sinds 2023 op de Unesco-Werelderfgoedlijst als onderdeel van inschrijving Begraafplaatsen en herdenkingssites van de Eerste Wereldoorlog (Westelijk Front).

## Geschiedenis
In de buurt stond vroeger de zogenaamde Spanbroekmolen. De omgeving kreeg het zwaar te verduren tijdens de Mijnenslag bij Mesen van 1917. De gesneuvelden die er begraven liggen stierven op 7 juni en 8 juni 1917 tijdens de eerste twee dagen van de slag. Later in de oorlog raakte de begraafplaats volledig vernield. Na de oorlog konden de graven (behalve zes) terug gelokaliseerd worden en de begraafplaats opnieuw heraangelegd. Voor de zes slachtoffers die men niet meer terugvond werden Special Memorials opgericht. In de omgeving bevinden zich nog verschillende mijnkraters uit de Mijnenslag, waaronder de Spanbroekmolenkrater, een halve kilometer ten zuidwesten van de begraafplaats.
De begraafplaats werd in 2009 beschermd als monument.